# Rybník Smrkovák
Rybník Smrkovák este o arie protejată (arie specială de conservare — SAC, sit de importanță comunitară — SCI) din Republica Cehă întinsă pe o suprafață de 14,47 ha, integral pe uscat.

## Localizare
Centrul sitului Rybník Smrkovák este situat la coordonatele 50°19′58″N 15°28′08″E / 50.332778°N 15.468889°E.

## Înființare
Situl Rybník Smrkovák a fost declarat sit de importanță comunitară în aprilie 2005 pentru a proteja 1 specie de animale. Situl a fost protejat și ca arie specială de conservare în iulie 2012.

## Biodiversitate
Situată în ecoregiunea continentală, aria protejată nu include niciun habitat protejat.
La baza desemnării sitului se află o specie protejată de  amfibieni: buhai de baltă cu burta roșie (Bombina bombina).